# 21723 Yinyinwu
A 21723 Yinyinwu (ideiglenes jelöléssel 1999 RT128) a Naprendszer kisbolygóövében található aszteroida. A LINEAR projekt keretében fedezték fel 1999. szeptember 9-én.